# Sarotherodon melanotheron
Sarotherodon melanotheron és una espècie de peix de la família dels cíclids i de l'ordre dels perciformes.

## Subespècies
- Sarotherodon melanotheron heudelotii (Duméril, 1861)
- Sarotherodon melanotheron leonensis (Thys van den Audenaerde, 1971)
- Sarotherodon melanotheron melanotheron(Rüppell, 1852)
- Sarotherodon melanotheron nigripinnis (Guichenot, 1861)
- Sarotherodon melanotheron paludinosus (Trewavas, 1983)